# Thérèse Steinmetz

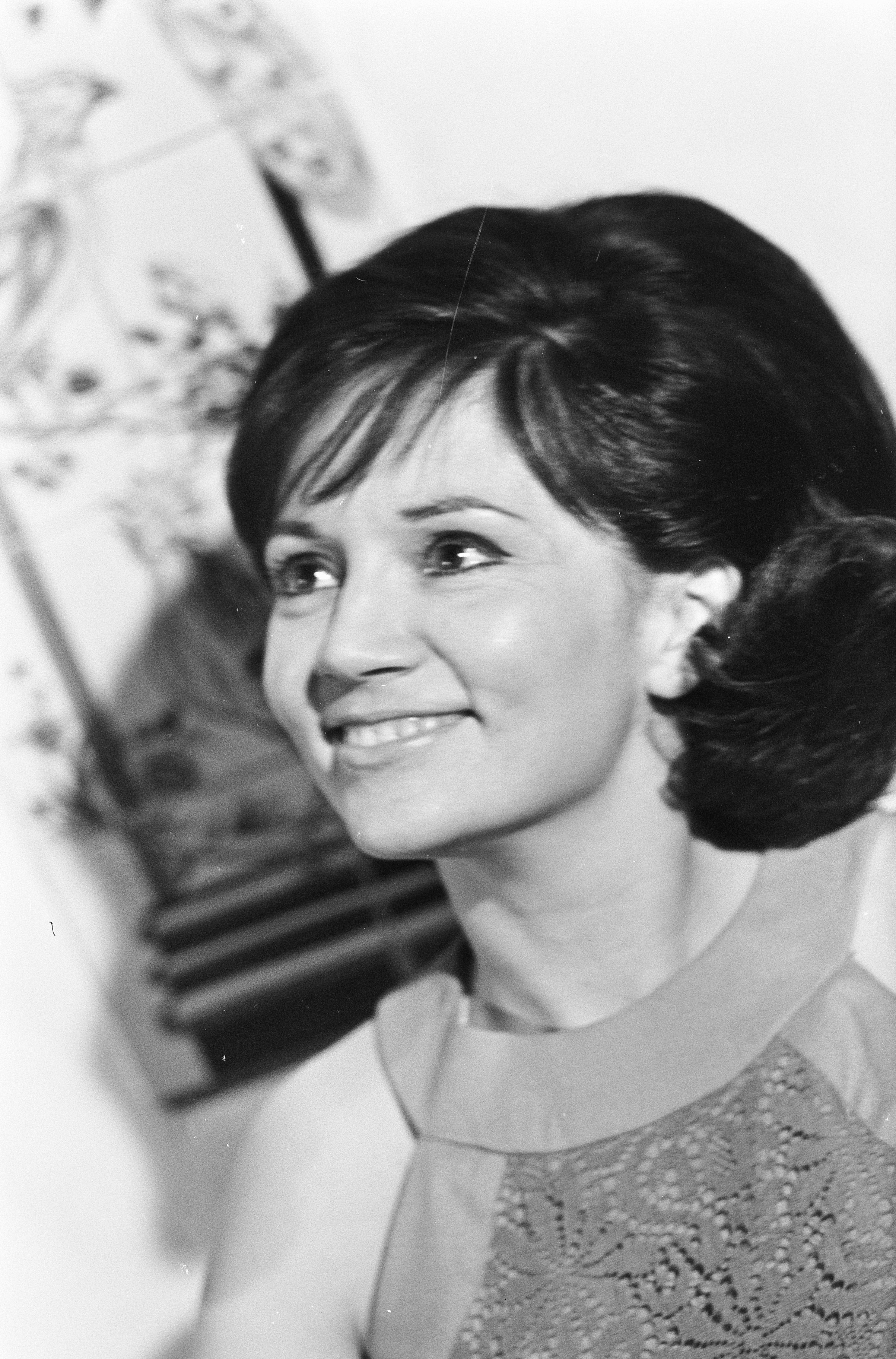
Thérèse Steinmetz in 1967

Thérèse Steinmetz (Amsterdam, 17 mei 1933) is een Nederlandse zangeres, actrice en, op latere leeftijd, tevens kunstschilderes.

## Loopbaan
Thérèse Steinmetz is de dochter van operazanger Jan Steinmetz en danseres en pianiste Henny Poelman. Na haar zangstudie aan het conservatorium van Amsterdam en toneellessen bij Louis van Gasteren ging zij in 1960 spelen bij de Nederlandse Comedie, onder meer in de opvoering van de Nederlandse vertaling van Bertolt Brechts Leven van Galilei. Daarnaast was ze te zien in tv-producties, waaronder musicals als Oklahoma (1965), en speelde ze mee in films als De vergeten medeminnaar (1963). In 1966 kreeg ze een eigen televisieprogramma, Thérèse. Het jaar erop nam ze voor Nederland deel aan het Eurovisiesongfestival met Ring-dinge-ding (geschreven door Gerrit den Braber en John Woodhouse), dat slechts twee punten behaalde en waarmee ze als veertiende eindigde. In hetzelfde jaar speelde ze mee in de musical Waterproef. Met de single Speel het spel haalde ze een Top 40-notering.
In 1970 won Thérèse de eerste prijs op het festival Cerbul de Aur in Brașov, Roemenië. Na de overwinning volgde een internationale tournee en tv-optredens. In Nederland speelde ze in 1971 in de musical 'n Maagd op je dak.
Van 1976 tot 1982 toerde ze met haar cabaret- annex chansonprogramma's Opus 1+3 en Opus 2 langs theaters. Beide programma's werden later door de NCRV op televisie uitgezonden. Bij de NCRV werkte ze veel samen met Ted de Braak. In 1981 maakte ze samen met André van den Heuvel het theaterprogramma Alleen op maandag. In 1982 volgde de theatertournee De Nacht van de Balkan, waarin ze samen met het Roemeense folkloreorkest van Andreï Serban en de dansgroep Nitsanim optrad. Ze trad verder internationaal op in het Caraïbisch gebied, in Cuba en in Midden-Amerika. Vanaf de jaren tachtig werkte ze tevens als kunstschilderes.
In 2015 startte Steinmetz een Nederlandse theatertournee met de in Nederland wonende Franse zanger Philippe Elan. Met hem en met Nico van der Linden maakte zij de Frans-Nederlandse cd Amsterdam- Parijs, heen en weer. Begin 2020 kwam er met Elan een nieuw theaterprogramma, getiteld Over Grenzen.
Muziekproducent Marc Bijlsma bracht begin 2020 een driedelige oeuvrebox van Steinmetz uit met de titel Ik zing een lied voor U... van de lage landen tot exotische oorden.

## Privé
Steinmetz was getrouwd met tenorzanger Arjan Blanken (1924-2009). Ze verliet hem in 1966 voor Gerrit den Braber (1929-1997), met wie ze tot zijn dood een relatie had. In 1996 overleed haar enige dochter op 39-jarige leeftijd. Na het overlijden van haar partner en dochter verhuisde Thérèse Steinmetz naar Cannes in Frankrijk.

## Discografie

### Albums
| Album met eventuele hitnotering(en) in de Nederlandse Album Top 100    | Datum van verschijnen | Datum van binnenkomst | Hoogste positie | Aantal weken | Opmerkingen                                    |
| ---------------------------------------------------------------------- | --------------------- | --------------------- | --------------- | ------------ | ---------------------------------------------- |
| Het songfestival van Thérèse                                           | 1967                  |                       |                 |              |                                                |
| 14 liedjes van Thérèse                                                 | 1968                  |                       |                 |              |                                                |
| Thérèse in het theater                                                 | 1970                  |                       |                 |              |                                                |
| Jona, een tv-bewerking van het bijbelboek (met Luc Lutz en Coen Flink) | 1971                  |                       |                 |              |                                                |
| Accent op Thérèse                                                      | 1972                  |                       |                 |              |                                                |
| Thérèse                                                                | 1976                  |                       |                 |              |                                                |
| Omdat ik je niet wil vergeten...                                       | 1978                  |                       |                 |              |                                                |
| Opus 1 + 3                                                             | 1979                  |                       |                 |              |                                                |
| Met de zon mee                                                         | 1982                  |                       |                 |              |                                                |
| Nacht des Balkans                                                      | 1984                  |                       |                 |              |                                                |
| Close to the classics                                                  | 1987                  |                       |                 |              |                                                |
| Amsterdam-Paris / Dialogue musical                                     | 2016                  |                       |                 |              | samen met Philippe Elan en Nico van der Linden |

### Singles
| Single met eventuele hitnotering(en) in de Nederlandse Top 40 | Datum van verschijnen | Datum van binnenkomst | Hoogste positie | Aantal weken | Opmerkingen  |
| ------------------------------------------------------------- | --------------------- | --------------------- | --------------- | ------------ | ------------ |
| Speel 't spel                                                 | december 1966         | 22-4-1967             | 19              | 6            |              |
| Ringe-dinge-ding                                              | 1967                  |                       |                 |              | Songfestival |
| Geef ze 'n kans                                               |                       | 14-12-1974            | 26              | 5            |              |